# 李型群
在数学中，特别是在群论中，李型群这一短语通常指的是与在有限域中取值的约化线性代数群的有理点群密切相关的有限群。李型群这一短语并没有一个被广泛接受的精确定义，但李型有限单群的重要集合却有一个精确的定义，它们构成了有限单群中的大部分群。
之所以称为李型群，是因为它们与（无限）李群关系密切，因为一个紧李群可以看作是实数场上的一个约化线性代数群的一些有理点。Dieudonné (1971)和Carter (1989)是李型群的标准参考文献。

## 典型群
这个问题最早的解决方案来自Jordan (1870)对有限域和其他域上所谓的“经典群”的定义和详细研究。伦纳德·尤金·迪克森和让·迪厄多内研究了这些群。埃米尔·阿廷研究了这些群的阶，试图借此分类重合的情况。
粗略地说，典型群就是特殊线性群、正交群、辛群和酉群。更细致地说，其实还包括它们的换位子群和中心商群（即一个群对其中心的商群）。其中后者即为所谓的射影线性群，而这种群可以在有限域（或者任何其他域）上构造，方法与在实数域上构造的方式大致相同。这样构造出来的群对应谢瓦莱群和斯坦伯格群中的 An , Bn , Cn , Dn , 2An 和 2Dn。

## 谢瓦莱群
谢瓦莱群可以认为是有限域上的李群。代数群理论和 Chevalley （1955）关于李代数的工作阐明了与之相关的理论，借此“谢瓦莱群”的概念得以独立。谢瓦莱为所有的复单李代数（或者更确切地说是它们的泛包络代数）构造了对应的谢瓦莱基（一种具有整性的基底）。而谢瓦莱基可以用于在整数环上构造相应的代数群，特别地，谢瓦莱基也可以在有限域中取值。对于李代数 An , Bn , Cn , Dn ，这会给出众所周知的典型群，但这样的构造还能给出与例外李代数E6 , E7, E8 , F4 和 G2 有关的群。其中 G2 型的群（有时称为迪克森群）和 E6 型的群在此之前已由Dickson (1905)和Dickson (1901)构造。

## 斯坦伯格群
谢瓦莱的构造没有给出全部的典型群：它不包括酉群和非分裂正交群(non-split orthogonal groups)。Steinberg (1959)找到了谢瓦莱的构造的一个改进，这个改进的方法构造出了上述的群，以及两族新的群：3D4和2E6。其中2E6也由Tits (1958)从另一个角度发现。这个构造将酉群的常规构造从一般线性群中推广出来。
酉群的构造方式如下：复数域上的一般线性群具有通过反转An的登金图（相当于对元素取其转置的逆）得到的图自同构，以及通过取复共轭得到的域自同构，而这两者是可交换的。这两个自同构的乘积的的不动点构成的群即为酉群。
同样的，许多的谢瓦莱群有着由登金图的自同构给出的图自同构，以及由有限域的自同构给出的域自同构。用与酉群类似的方法，斯坦伯格通过取域自同构和图自同构之积的不动点构造出了几族群。
分别是：
- 酉群 2An , 来源于An的2阶自同构；
- 正交群 2Dn , 来源于Dn的2阶自同构；
- 新的系列 2E6 , 来源于E6的2阶自同构；
- 新的系列 3D4 , 来源于D4的3阶自同构。

3D4 型的群在实数域上没有相似物，这是由于复数不存在3阶自同构。 D4 的对称性中同样出现了三重性。

## 铃木-李群
Suzuki （1960）(铃木通夫)找到了一个的由无穷个群组成的新的群的系列。这个新的群列乍看上去与已知的代数群没有什么关联。Ree （1960, 1961）(李林学)已经知道代数群B2 有一个“额外的”2阶自同构， 其平方即为弗罗贝尼乌斯自同态。他发现如果一个特征为2的有限域也有一个自同构，其平方为弗罗贝尼乌斯映射，那么就可以通过与斯坦伯格的构造相似的方法构造出铃木群。而一个域具有符合上述条件的自同构，当且仅当其阶为 22n+1，与之对应的群即为铃木群
2B2(22n+1) = Suz(22n+1).
（群 Suz(2) 不是单群，因而严格地说不算是铃木群。它是阶为20的弗罗贝尼乌斯群）
李林学进而构造出了两个新的单群族:
2F4(22n+1) 和 2G2(32n+1)。
这主要依靠了这一个事实: F4 和 G2 各有一个阶分别为2和3的额外的自同构。（粗略地说，如果有限域的特征为 p，那么当讨论登金图的图自同构时，可以忽略 p 重边的箭头，即认为 p 重边其是无方向的。）2F4 型群中最小的一个2F4(2) 并不是单群，但是其指数为2的中心化子群则是单群，称为蒂茨群（以数学家雅克·蒂茨的名字命名）。 2G2  型群中最小的一个 2G2(3) 也不是单群，但其有一个指数为3的单子群，域A 1(8) 同构。在有限单群分类中，李群 2G2(32n+1) 是最难明确其结构的一部分。这些群在第一个现代散在单群的发现中也起到作用。它们有着 Z/2Z × PSL(2, q) 型的对合中心化子（其中 q = 3n ），正是通过研究具有类似于 Z/2Z × PSL(2, 5) 型的对合中心化子的群，扬科找到了散在单群 J1。
铃木群是仅有的阶不能被3整除非对称有限单群，其阶为 22(2n+1)(22(2n+1) + 1)(2(2n+1) − 1)。

## 与有限单群的联系
仅次于循环群，对称群和交错群，有限李型群是数学家很早就在研究的一种群。在19世纪30年代，埃瓦里斯特·伽罗瓦就通过素数域上的射影一般线性群构造出了 PSL(2, p) 。对有限李型群的系统性研究始于卡米尔·若尔当的定理，即射影一般线性群 PSL(2, p) 在 q ≠ 2, 3 时是单群。将该定理推广到高次的射影群上，我们便得到一个重要的有限单群族 PSL(n, q)。至于其他的典型群，则是由迪克逊在20世纪初研究的。在20世纪50年代谢瓦莱意识到，许多与半单李代数有关的理论，经过恰当的重新阐述后，都可以类比到任意的域K上的代数群上，进而导出现在所谓的"谢瓦莱群"的构造。此外，与紧李单群的情况类似，这样的构造对应得到的群，作为抽象群，几乎是单的（"蒂茨单性定理"）。尽管自19世纪以来，人们已经认识到有其他的有限单群存在（例如马蒂厄群）,然而有一种信念在逐渐形成，那就是：几乎所有的有限单群,都可以被解释为对谢瓦莱的构造的适当延伸，以及循环群和交错群。此外，上述中的例外，即所谓散在单群(有限单群分类#散在群)，与有限李型单群有许多共同点；特别地，它们可以根据它们的蒂茨几何来构造和刻画。
这个信念如今化为了一个定理——有限单群分类定理。通过观察有限单群的列表，我们可以发现，李型单群是除循环群，交错群，蒂茨群和散在单群外仅有的单群。

## 较小的李型群
一般而言，与单连通的单代数群的自同态相关的的有限群都是单群的泛中心扩张（universal central extension），所以其既是完满群，也有平凡的舒尔乘子。然而这些群列中最小的几个群可能并不是完满的，或者有大于"预期"的舒尔乘子。
不完满的情况包括：
- A1(2) = SL(2, 2) 可解，阶为6 (实为3次对称群)
- A1(3) = PSL(2, 3) 可解， 阶为12 （实为4次交错群）
- 2A2(4) 可解
- B2(2) 不完满 ，但是其与6次对称群同构，所以其有指数为2，阶为360，且单的换位子群。
- 2B2(2) = Suz(2) 可解，阶为20（实为一个弗罗贝尼乌斯群）
- 2F4(2) 不完满，但其换位子群指数为2且为单群(蒂茨群（英语：Tits group）)。
- G2(2) 不完满, 但其指数为2，阶为6048的换位子群为单群。
- 2G2(3) 不完满, 但其指数为3，阶为504的换位子群为单群。

完满但是舒尔乘子大于预期的情况包括：
- A1(4) 的舒尔乘子有额外的Z/2Z, 所以其舒尔乘子阶为2而不是1。
- A1(9) 的舒尔乘子有额外的Z/3Z, 所以其舒尔乘子阶为6而不是2。
- A2(2) 的舒尔乘子有额外的Z/2Z, 所以其舒尔乘子阶为2而不是1。
- A2(4) 的舒尔乘子有额外的Z/4Z × Z/4Z, 所以其舒尔乘子阶为48而不是3。
- A3(2) 的舒尔乘子有额外的Z/2Z, 所以其舒尔乘子阶为2为而不是1。
- B3(2) = C3(2) 的舒尔乘子有额外的Z/2Z, 所以其舒尔乘子阶为2 而不是1。
- B3(3) 的舒尔乘子有额外的Z/3Z, 所以其舒尔乘子阶为6而不是2。
- D4(2) 的舒尔乘子有额外的Z/2Z × Z/2Z, 所以其舒尔乘子阶为4而不是1。
- F4(2) 的舒尔乘子有额外的Z/2Z, 所以其舒尔乘子阶为2而不是1。
- G2(3) 的舒尔乘子有额外的Z/3Z, 所以其舒尔乘子阶为3而不是1。
- G2(4) 的舒尔乘子有额外的Z/2Z, 所以其舒尔乘子阶为2而不是1。
- 2A3(4) 的舒尔乘子有额外的Z/2Z, 所以其舒尔乘子阶为2而不是1。
- 2A3(9) 的舒尔乘子有额外的Z/3Z × Z/3Z, 所以其舒尔乘子阶为36而不是4。
- 2A5(4) 的舒尔乘子有额外的Z/2Z × Z/2Z, 所以其舒尔乘子阶为12而不是3。
- 2E6(4) 的舒尔乘子有额外的Z/2Z × Z/2Z, 所以其舒尔乘子阶为12而不是3。
- 2B2(8) 的舒尔乘子有额外的Z/2Z × Z/2Z, 所以其舒尔乘子阶为4而不是1。

在较小的李型群（和交错群）中存在着不少令人困惑的“偶然”同构。例如 SL(2, 4) ,PSL(2, 5) 和5次交错群都是同构的。
对于这些异常的完整列表参见有限单群列表。这其中的许多特殊性质与散在单群有关。
交错群有时表现得像是在一元域上的李型群。一些较小的交错群也有着额外的性质：一般情况下交错群的外自同构群的阶为2，然而六次交错群有着4阶的自同构群（交错群#自同构群）。交错群的舒尔乘子的阶通常为2，但6次和7次交错群则有6阶的舒尔乘子。

## 符号问题
有限李型群没有一套标准的符号，并且现在的文献中已经有了一箩筐的符号系统，它们互不相容且容易混淆。
- 单群 PSL(n, q) ，与群 PSL(n, Fq) —— 即代数群 PSL(n) 在 Fq 中取值得到的群，通常是不一样的。问题在于，对于两个代数群之间的满射（例如 SL(n) → PSL(n) ），其诱导出的，两个代数群在（非代数闭）域上取值对应得到的群之间的映射，不一定是满的。这样的问题也存在于其他在有限域中取值的代数群中。
- An−1 型群有时表示为 PSL(n, q)（射影特殊线性群）或 L(n, q)。
- Cn 型群有时表示为 Sp(2n, q)（辛群），或（极易混淆地）表示为 Sp(n, q)。
- Dn 型群(“正交群”)的符号格外容易混淆。其使用的符号包括 O(n, q) , O−(n, q) , PSO(n, q) 和 Ωn(q)，然而有关的约定实在太多，导致如果没有明确的说明，就很难准确地指出这些符号到底对应哪个群。而这一切的根源就在于，这种单群即不是正交群 O ，也不是射影特殊正交群（英语：projective special orthogonal group） PSO（射影特殊正交群），而是 PSO 的子群[原文注 2]，因此其没有经典的符号。一个极其讨人厌的陷阱就是，一部分作者，比如ATLAS（英语：ATLAS of Finite Groups）， 不是用O(n, q) 表示正交群，而是用来表示对应的单群。让·迪厄多内引入了 Ω , PΩ ，然而当 n ≤  4 时他所定义的群并不是单的，所以这些符号也被用于指代另一些稍有不同的群，在 n ≥ 5 时这两种指代方式是一致的，但在低维时则不然。[原文注 2]
- 对于斯坦伯格群，一部分作者使用符号 2An(q2)（以此类推），而另一部分使用 2An(q)。其背后的问题在于，构造这个群的过程用到了两个域：一个阶为 q2 的域，和其阶为 q 的稳定子域。关于到底哪一个域应该出现在符号中，不同的人有不同的看法。 “2An(q2)”的逻辑性和一致性更强，而“2An(q)”则更常见，也更符合代数群的惯例。
- 还有一点，不同的作者常常有分歧，那就是：诸如 An(q) 这样的符号是简单地指向代数群，还是指与其相关的单群。举个例子，An(q) 既可以指特殊线性群 SL(n+1, q) ，也可以指射影特殊线性群 PSL(n+1, q) ，因此 2A2(4) 可以指代四个不同的群，这取决于作者。